# Gand-Wevelgem 2022
La Gand-Wevelgem 2022, ottantaquattresima edizione della corsa e valida come decima prova dell'UCI World Tour 2022 categoria 1.UWT, si svolse il 27 marzo 2022 su un percorso di 248,8 km, con partenza da Ypres e arrivo a Wevelgem, in Belgio. La vittoria fu appannaggio dell'eritreo Biniam Girmay,primo corridore africano a vincere una classica del ciclismo, il quale completò il percorso in 5h37'57", alla media di 44,172 km/h, precedendo il francese Christophe Laporte e il belga Dries Van Gestel.
Sul traguardo di Wevelgem 106 ciclisti, su 172 partiti da Ypres, portarono a termine la competizione.

## Squadre e corridori partecipanti
| N.      | Cod. | Squadra                     |
| ------- | ---- | --------------------------- |
| 1-7     | TJV  | Jumbo-Visma                 |
| 11-17   | QST  | Quick-Step Alpha Vinyl Team |
| 21-27   | LTS  | Lotto Soudal                |
| 31-37   | IWG  | Intermarché-Wanty-Gobert    |
| 41-47   | ACT  | AG2R Citroën Team           |
| 51-57   | AST  | Astana Qazaqstan Team       |
| 61-67   | TBV  | Bahrain Victorious          |
| 71-77   | BOH  | Bora-Hansgrohe              |
| 81-87   | COF  | Cofidis                     |
| 91-97   | EFE  | EF Education-EasyPost       |
| 101-107 | GFC  | Groupama-FDJ                |
| 111-117 | IGD  | Ineos Grenadiers            |
| 121-127 | ISN  | Israel-Premier Tech         |

| N.      | Cod. | Squadra                   |
| ------- | ---- | ------------------------- |
| 131-137 | MOV  | Movistar Team             |
| 141-147 | BEX  | Team BikeExchange-Jayco   |
| 151-157 | DSM  | Team DSM                  |
| 161-167 | TFS  | Trek-Segafredo            |
| 171-177 | UAD  | UAE Team Emirates         |
| 181-187 | AFC  | Alpecin-Fenix             |
| 191-197 | TEN  | TotalEnergies             |
| 201-207 | BBK  | B&B Hotels-KTM            |
| 211-217 | BCF  | Bardiani-CSF-Faizanè      |
| 221-227 | BWB  | Bingoal Pauwels Sauces WB |
| 231-237 | SVB  | Sport Vlaanderen-Baloise  |
| 231-237 | UXT  | Uno-X Pro Cycling Team    |

## Ordine d'arrivo (Top 10)
| Pos. | Corridore           | Squadra       | Tempo    |
| ---- | ------------------- | ------------- | -------- |
| 1    | Biniam Girmay       | Intermarché   | 5h37'57" |
| 2    | Christophe Laporte  | Jumbo         | s.t.     |
| 3    | Dries Van Gestel    | TotalEnergies | s.t.     |
| 4    | Jasper Stuyven      | Trek          | s.t.     |
| 5    | S. Kragh Andersen   | DSM           | a 8"     |
| 6    | Tim Merlier         | Alpecin       | s.t.     |
| 7    | Mads Pedersen       | Trek          | s.t.     |
| 8    | Iván García Cortina | Movistar      | s.t.     |
| 9    | Matej Mohorič       | Bahrain       | s.t.     |
| 10   | Arnaud Démare       | Groupama      | s.t.     |